# Ротор
Ро́тор (англ. rotor; скорочення від rotator, пов'язаного з лат. roto — «обертаюсь») — обертова частина машини (на відміну від нерухомої частини — статора). Зокрема — обертова частина електричної машини (такий ротор називають також якорем).
У бурильній техніці ротор — обладнання для обертання і підтримування колони бурильних труб при їх заґвинчуванні та розґвинчуванні, обертання бурового долота й інструмента в свердловині.